# Jessica Jones (sezon 2)
Drugi sezon amerykańskiego serialu Jessica Jones z 2018 roku na podstawie komiksów o postaci o tym samym imieniu wydawnictwa Marvel Comics opowiada dalszą historię Jessiki Jones, która ma nadludzkie zdolności i siłę oraz cierpi na zespół stresu pourazowego i prowadzi własną agencję detektywistyczną. W tym sezonie odkrywa ona, że jej matka, Alisa nadal żyje dzięki eksperymentom Karla Malusa.
Twórczynią serialu i showrunnerem sezonu była Melissa Rosenberg, a za produkcję odpowiadały ABC Studios, Marvel Television i Tall Girls Productions. Tytułową rolę zagrała Krysten Ritter, a obok niej w głównych rolach wystąpili: Rachael Taylor, Eka Darville, J.R. Ramirez, Terry Chen, Leah Gibson, Carrie-Anne Moss i Janet McTeer.
Drugi sezon Jessiki Jones jest częścią franczyzy Filmowego Uniwersum Marvela i jest ósmym rozdziałem Sagi Defenders. Całość drugiego sezonu, składającego się z 13 odcinków, została udostępniona równocześnie 8 marca 2018 roku w serwisie Netflix. W kwietniu tego samego roku poinformowano, że zamówiony został trzeci sezon serialu, który pojawił się w 2018 roku. Drugi sezon Jessiki Jones otrzymał pozytywne oceny od krytyków i nominację do Nagród Emmy.

## Obsada

### Główna
- Krysten Ritter jako Jessica Jones, prywatna detektyw, która ma nadludzkie zdolności i siłę oraz cierpi na zespół stresu pourazowego i prowadzi własną agencję detektywistyczną, Alias Investigations[3]. Elizabeth Cappuccino(inne języki) zagrała młodszą Jessikę[4].
- Rachael Taylor jako Trish „Patsy” Walker, była modelka i gwiazda dziecięca używająca pseudonimu „Patsy”, która pracuje jako prezenterka radiowa. Jest przybraną siostrą Jones i jej najlepszą przyjaciółką[5].
- Eka Darville(inne języki) jako Malcolm Ducasse, sąsiad Jones, który po był uzależniony od narkotyków i został asystentem Jones[6].
- J.R. Ramirez(inne języki) jako Oscar Arocho, dozorca w budynku, w którym mieszka Jones. Samotnie wychowuje syna, Vido[7].
- Terry Chen(inne języki) jako Pryce Cheng, właściciel konkurencyjnej agencji detektywistycznej[8].
- Leah Gibson(inne języki) jako Inez Green, była pielęgniarka, która pracuje w IGH[9][10].
- Carrie-Anne Moss jako Jeri Hogarth, prawniczka i współwłaścicielka kancelarii Hogarth, Chao & Benowitz, która często zatrudnia Jones przy swoich sprawach[11].
- Janet McTeer jako Alisa Jones, matka Jones, która przeżyła wypadek samochodowy, w którym zginął jej mąż i syn. Razem z córką była poddana eksperymentom genetycznym wskutek czego zyskała nadludzkie zdolności[12][13].

### Drugoplanowa
- Rebecca De Mornay jako Dorothy Walker, matka Trish Walker i agentka talentów, która została matką zastępczą Jessiki po śmierci jej rodziców[14].
- Hal Ozsan(inne języki) jako Griffin Sinclair, dziennikarz i podróżnik, który spotyka się z Trish Walker[15].
- Maury Ginsberg(inne języki) jako Steven Benowitz, prawnik i współwłaściciel kancelarii Hogarth, Chao & Benowitz[16].
- Kevin Chacon jako Vido Arocho, syn Oscara Arocho[17].
- John Ventimiglia(inne języki) jako Eddy Costa, detektyw nowojorskiej policji partnerujący Sunday[18].
- Lisa Tharps jako Ruth Sunday, detektyw nowojorskiej policji partnerująca Coście[19].
- Callum Keith Rennie jako Karl Malus, biogenetyk w IGH, który uratował życie Alisie i Jessice Jones[20].
- Eden Marryshow jako Shane Ryback, były chłopak Inez Green, który trafił do więzienia[16].

### Gościnna
- Jacqueline Antaramian(inne języki) jako Anna Zakarian, lekarka Jeri Hogarth[21].
- Anthony Grasso jako Ian, przełożony Trish Walker w radiu[21].
- Chris McGinn(inne języki) jako Sharon, barmanka[22].
- Elden Henson jako Foggy Nelson, prawnik pracujący w kancelarii Hogarth, Chao & Benowitz[23].
- Rob Morgan(inne języki) jako Turk Berrett, drobny kryminalista[19].
- Wil Traval(inne języki) jako Will Simpson, były sierżant nowojorskiej policji[15][24]
- Nichole Yannetty jako Nicole, stażystka w programie radiowym Trish Walker[25].
- Daniel Marcus jako Maury Tuttlebaum, pracownik kostnicy[25].
- David Tennant jako Kevin Thompson / Kilgrave, mężczyzna z przeszłości Jones, który potrafi kontrolować umysły[26].
- Angel Desai(inne języki) jako Linda Chao, prawniczka i współwłaścicielka kancelarii Hogarth, Chao & Benowitz[27].
- Jay Klaitz(inne języki) jako Robert „Whizzer” Coleman, mężczyzna, który wskutek eksperymentów IGH zyskał superszybkość[28].
- James McCaffrey jako Maximilian „Max” Tatum, reżyser filmowy znany z wykorzystywania seksualnego nieletnich aktorek[29].
- Ben Van Bergen jako Maynard Tiboldt, hipnoterapeuta w programie Trish[25].
- Matt Vairo jako Stirling Adams, barman, z którym spotykała się Jones[30].
- Renata Hinrichs jako Leslie Hansen, chirurg urazowa pracująca dla IGH[30].
- Alfredo Narciso(inne języki) jako Ronald Garcia, szef informacyjnej stacji telewizyjnej ZCN[31].
- Brian Hutchison(inne języki) jako Dale Holiday, kapitan więzienny[32].
- Tijuana Ricks(inne języki) jako Thembi Wallace, reporterka telewizyjna WJBP-TV[19].
- Myrna Cabello jako Torres, lekarka w Riverbank Medical Center[33].
- Rachel McKeon jako Char, asystentka Jeri Hogarth[34].

## Emisja
Drugi sezon serialu Jessica Jones, składający się z 13 odcinków, zadebiutował w całości 8 marca 2018 roku w serwisie Netflix, w tym również w Polsce.
1 marca 2022 roku drugi sezon Jessiki Jones wraz z pozostałymi sezonami i serialami Marvel Television został usunięty z Netflixa na wszystkich rynkach. 16 marca został on udostępniony na Disney+ w Stanach Zjednoczonych, Kanadzie, Wielkiej Brytanii, Irlandii, Australii i Nowej Zelandii jako Saga Defenders, natomiast w Polsce pojawił się tam 29 czerwca 2022 roku.

## Lista odcinków
| № | Nr | Tytuł                                        | Tytuł polski                            | Reżyseria          | Scenariusz                     | Premiera (Netflix) | Premiera w Polsce (Netflix) |
| --- | -- | -------------------------------------------- | --------------------------------------- | ------------------ | ------------------------------ | ------------------ | --------------------------- |
| 14 | 1  | AKA Start at the Beginning                   | Alias Od początku                       | Anna Foerster      | Melissa Rosenberg              | 8 marca 2018       | 8 marca 2018                |
| Jessica Jones, prywatna detektyw z supermocami, stała się znana w całym Nowym Jorku po tym, jak zabiła swojego prześladowcę Kilgrave’a. Trish Walker, jej najlepsza przyjaciółka i adoptowana siostra, próbuje przekonać Jones, by zbadała swoją przeszłość i IGH, firmę, dzięki której zyskała umiejętności, jednak Jones nie jest zainteresowana. Walker zmaga się ze spadkiem zainteresowania swoim programem radiowym „Trish Talk” i zauważa, jak jej były chłopak Will Simpson, na którym również IGH eksperymentowało, ją śledzi. Pryce Cheng, inny detektyw, na prośbę prawniczki Jeri Hogarth stara się zwerbować Jones do swojej firmy. Kiedy Jones atakuje i rani Chenga, ten planuje pozwać ją przez kancelarię Hogarth, która zmaga się z pozwem ze strony Pam, jej byłej asystentki i kochanki. U Jones pojawia się Robert Coleman, który nazywa siebie „Whizzerem” i informuje ją, że dzięki IGH jest superszybki. Kiedy Coleman ginie w pozornym wypadku na budowie, Jones dociera do opuszczonego budynku, do którego ją też zabrano i przeprowadzano eksperymenty. |    |                                              |                                         |                    |                                |                    |                             |
| 15 | 2  | AKA Freak Accident                           | Alias Przedziwny wypadek                | Minkie Spiro       | Aida Mashaka Croal             | 8 marca 2018       | 8 marca 2018                |
| Jones udaje się do domu Miklosa Kozlova, lekarza z IGH, który przeprowadzał eksperymenty na Simpsonie. Na miejscu odbywa się sziwa ku pamięci Kozlova, który zginął w „dziwacznym wypadku”. Jeden z pacjentów Kozlova uważa, że stoi za tym Simpson, a Jones podejrzewa, że zabił on także Colemana. Walker prosi Malcolma Ducasse, sąsiada i pracownika Jones, by jej pomógł, zamiast dalej angażować Jones. Walker rozmawia z reżyserem Maximilianem Tatumem o stosunkach seksualnych, które łączyły ich, gdy była pracującą dla niego aktorką dziecięcą, grożąc, że ujawni to publicznie, jeśli nie pomoże jej uzyskać dostępu do dokumentacji szpitala, na który ma wpływ. Po tym, jak Tatum odmawia, Walker wpada na Simpsona. Jones również pojawia się na miejscu, ponieważ Walker nie odbierała telefonu. Simpson twierdzi, że ktoś inny, na kim IGH przeprowadzał eksperymenty, zabił Kozlova i Colemana. Simpson chce chronić Walker, ponieważ zauważono, że zajęła się sprawą IGH. Wkrótce pojawia się ta druga osoba i zabija Simpsona, podczas gdy Jones zabiera Walker w bezpieczne miejsce. |    |                                              |                                         |                    |                                |                    |                             |
| 16 | 3  | AKA Sole Survivor                            | Alias Jedyna, która przeżyła            | Mairzee Almas      | Lisa Randolph                  | 8 marca 2018       | 8 marca 2018                |
| U Hogarth zdiagnozowano stwardnienie zanikowe boczne, a jej partnerzy z kancelarii prawnej Steven Benowitz i Linda Chao planują wykupić ją na podstawie klauzuli zawartej w ich umowach. Jones przyjmuje zlecenie od Hogarth na pozostałych partnerów, by znaleźć materiały do szantażu. Jones otrzymuje nakaz eksmisji od nowego nadzorcy swojego budynku, Oscara Arocho, który obawia się zdolności Jones. W opuszczonym budynku IGH odkrywa, że pracowała tam Leslie Hansen. Hansen była lekarzem w szpitalu, do którego zabrano Jones po wypadku, w którym zginęła jej rodzina. Jones i Walker znajdują puste mieszkanie Hansen i zwęgloną ludzką głowę w piwnicy. Walker wykorzystuje swój program radiowy, by poprosić opinię publiczną o informacje na temat Hansen i odbiera telefon od kobiety podającej się za Hansen. Jones spotyka się z nią i dowiaduje się, że zmarła po wypadku, ale została przywrócona do życia przez IGH, natomiast supermoce były efektem ubocznym. Zdenerwowana przez Jones kobieta ucieka, używając zdolności podobnych do tych, które ma Jones. Analiza DNA wykazała, że zwęglona głowa należy do prawdziwej Leslie Hansen.                                                            |    |                                              |                                         |                    |                                |                    |                             |
| 17 | 4  | AKA God Help the Hobo                        | Alias Pozostaje im współczuć            | Deborah Chow       | Jack Kenny                     | 8 marca 2018       | 8 marca 2018                |
| Hogarth szuka sposobów bezbolesnego zakończenia swojego życia, czego nie popiera jej lekarz. Cheng zwalnia Hogarth za to, że nie traktuje już jego i jego pozwu priorytetowo, a także oferuje Ducasse pracę w swojej firmie. Ducasse odrzuca propozycję, a Jones obiecuje mu lepszą współpracę. Jones i Walker próbują dowiedzieć się, kim była tajemnicza kobieta udająca Hansen, a Jones nastrasza Tatuma, by zabrał ze szpitala akta IGH. Oprócz Jones i Colemana istnieją akta dotyczące Inez Green. Znajdują ją mieszkającą na ulicy, gdzie wyjaśnia, że była pielęgniarką w szpitalu i została ciężko ranna przez tajemniczą kobietę. Jones i Walker obiecują zapewnić jej bezpieczeństwo. Cheng wysyła jednego ze swoich ludzi, by ukradł wszystkie dokumenty z biura Jones, mając nadzieję, że znajdzie coś, co można wykorzystać przeciwko niej. Mężczyzna zostaje zaatakowany przez tajemniczą kobietę, która rozdziera go na strzępy. Kiedy Jones przybywa, zostaje aresztowana za morderstwo. Walker próbuje jej pomóc, używając wzmacniacza wydajności IGH, który wzięła od Simpsona, ale również zostaje aresztowana. Ducasse zabiera Green w bezpieczne miejsce.                                              |    |                                              |                                         |                    |                                |                    |                             |
| 18 | 5  | AKA The Octopus                              | Alias Ośmiornica                        | Millicent Shelton  | Jamie King                     | 8 marca 2018       | 8 marca 2018                |
| Jones spędza dzień na komisariacie, do momentu kiedy Hogarth przekonuje ją, by powiedziała prawdę. Detektyw Eddy Costa wierzy Jones i uwalnia ją, w zamian za obietnicę, że będzie informować Costę o jej śledztwie. Walker, uratowana przez swoją matkę Dorothy, zmaga się z następstwami zażywania leku IGH. Jej nowy chłopak Griffin Sinclair prosi ją o rękę, ale Walker go odrzuca. Znowu bierze lek IGH. Ducasse zabiera Green do Hogartha, która zgadza się ją chronić. Hogarth pyta Green o eksperymenty IGH. Jones spotyka się z Davidem Kaweckim, więźniem szpitala psychiatrycznego odsiadującym wyrok za morderstwo koleżanki Green, która w rzeczywistości została zabita przez tajemniczą kobietę. Jones dowiaduje się o wspólnym zainteresowaniu Kaweckiego ośmiornicami z lekarzem IGH i postanawia odwiedzić akwarium. W nowym wspomnieniu sprzed wypadku rozpoznaje lekarza. Tam zauważa lekarza Karla Malusa, którego rozpoznaje ze swoich wspomnień. Spotykał się on tam z tajemniczą kobietą, która po odkryciu, że Jones ich obserwuje, rozbija szklaną obudowę akwarium, by wywołać zamieszanie i uciec.                                                                                              |    |                                              |                                         |                    |                                |                    |                             |
| 19 | 6  | AKA Facetime                                 | Alias Na pokaz                          | Jet Wilkinson      | Raelle Tucker                  | 8 marca 2018       | 8 marca 2018                |
| Walker uzależnia się od leku IGH i zaczyna szukać przestępców, których mógłaby zaatakować. Na nagraniu z monitoringu spoza akwarium widać, jak Malus odurza kobietę i zmusza ją do wyjścia z nim, mimo że wcześniej wydawało się, że są kochającą się parą. Jones wysyła Ducasse’a na jego stary uniwersytet, gdzie został zawieszony za swój nałóg narkotykowy, by zbadał sprawę Malusa. Dzięki temu dowiadują się o Justisie Ambrose, który studiował na uniwersytecie z Malusem i od lat pokrywa wszystkie jego osobiste wydatki. Jones rozmawia z Ambrose’em, który wyjaśnia, że jego syn Eric urodził się ze śmiertelną wadą genetyczną, którą Malus wyleczył eksperymentalnymi metodami leczenia. Wydaje się, że Eric nie ma żadnych specjalnych zdolności, a Jones grozi mu, że odnajdzie Malusa. Green zdaje sobie sprawę, że Hogarth ma stwardnienie zanikowe boczne i informuje ją, że był jeden pacjent IGH, który mógł leczyć ludzi dotykając ich i uratował jej życie po tym, jak została zaatakowana. Jones udaje się na miejsce, gdzie zastaje Malusa i mieszkającą z nim kobietę. Ta twierdzi, że jest matką Jones.                                                                                          |    |                                              |                                         |                    |                                |                    |                             |
| 20 | 7  | AKA I Want Your Cray Cray                    | Alias Zaszaleć z tobą chcę              | Jennifer Getzinger | Hilly Hicks Jr.                | 8 marca 2018       | 8 marca 2018                |
| Wiele lat wcześniej, po śmierci Briana Jonesa i jego syna Phillipa w wypadku, jego żona Alisa i córka Jessica zostają przewiezione do szpitala. Doktor Leslie Hansen potajemnie zabiera ich do IGH. Jessicę udaje się uratować i po 20 dniach wraca do szpitala, ale obrażenia Alisy są na tyle poważne, że leczenie trwa latami, zmienia się jej wygląd, powodując również zwiększoną siłę i skrajne wahania nastroju. Jessica zostaje adoptowana przez Walkerów, ale z czasem oddala się od rodziny zastępczej, zwłaszcza po tym, jak jej adoptowana siostra Trish na początku swojej kariery gwiazdy popu uzależnia się od narkotyków. Chcąc zobaczyć Jessicę, Alisa ucieka z IGH, zabijając pielęgniarkę i poważnie raniąc Green. Odnajduje Jessicę mieszkającą z nowym chłopakiem, Stirlingiem Adamsem, ale zauważa, jak ten próbuje ją wykorzystać i zabija go w przypływie wściekłości. Wracając do IGH, Malus obiecuje Alisie, że wyleczy ją ze skutków ubocznych. Śmierć Adamsa sprawia, że Jessica ponownie nawiązuje kontakt z Trish, co pomaga Trish wytrwać w trzeźwości. Obecnie Jessica nie chce wybaczyć Alisie i atakuje ją. Natomiast Malus pozbawia Jessicę przytomności za pomocą środka uspokajającego. |    |                                              |                                         |                    |                                |                    |                             |
| 21 | 8  | AKA Ain’t We Got Fun                         | Alias Świetna zabawa                    | Zetna Fuentes      | Gabe Fonseca                   | 8 marca 2018       | 8 marca 2018                |
| Trish spędza noc z Ducasse’em, a on zauważa, że uzależniła się od leku IGH. Kiedy ona nie chce się do tego przyznać, odchodzi i postanawia kontynuować śledztwo Jessiki w sprawie partnerów z kancelarii Hogarth. Odkrywa, że Benowitz ukrywa, że jest gejem i w tajemnicy przed żoną odwiedza bar dla gejów. Ducasse mówi Benowitzowi, że Chao go zatrudnił, a Benowitz przekazuje Ducasse’owi materiały dotyczące szantażu, które na nią ma. Przed barem dla gejów Ducasse zostaje zaatakowany przez homofobicznych bandytów. Trish ratuje go i daje mu trochę leku IGH, by pomóc mu wyzdrowieć, ale dla Ducasse’a to za dużo i ucieka. Hogarth odwiedza w więzieniu Shane’a Rybacka, mężczyznę, który potrafi leczyć ludzi rękami, i zostaje jego adwokatem. Jessica wzywa policję do domu Malusa, a on ucieka. Alisa postanawia zostać z Jessicą, mając nadzieję, że udowodni, że jest tą samą osobą, która wychowała Jessicę, mimo że wygląda inaczej i ma skrajne wahania nastroju. Idą do mieszkania Jessiki, gdzie zostają ostrzelani z zewnątrz. Jessica zostaje trafiona, co doprowadza do wściekłości Alisę. |    |                                              |                                         |                    |                                |                    |                             |
| 22 | 9  | AKA Shark in the Bathtub, Monster in the Bed | Alias Rekin w wannie, potwór w łóżku    | Rosemary Rodriguez | Jenny Klein                    | 8 marca 2018       | 8 marca 2018                |
| Pragnąc zemsty za śmierć jednego ze swoich ludzi, Cheng próbuje zabić Alisę. Strzelając do niej z drugiej strony ulicy, trafia tylko Jessikę. Alisa łapie go i chce go zabić, ale Jessica pozbawia go przytomności i stara się przekonać matkę, by znalazła inne rozwiązanie niż morderstwo. Ryback zostaje zwolniony z więzienia i próbuje uleczyć Hogarth. Jednak nie może obiecać, że to zadziała. Podczas transmisji na żywo swojego programu radiowego Trish pod wpływem leku IGH narzeka na powierzchowność swojego programu i rezygnuje. Zaproponowano jej pożądaną pracę w telewizji, ale zdaje sobie sprawę, że skończył jej się lek. Arocho, którego stosunki z Jessicą stały się mniej wrogie, a bardziej romantyczne, przychodzi do Jessiki, gdy jego była żona porywa ich syna Vido. Jessica i Alisa ścigają się, by ocalić Vido, wykorzystując swoje umiejętności w dobrym celu. Alisa widzi potencjał życia z Jessicą, która radzi sobie tak dobrze, ale nadal chce ją chronić. Jessica uwalnia Chenga, a kiedy Alisa rusza za nim w pościg, zostaje skonfrontowana z policją i poddaje się jej. |    |                                              |                                         |                    |                                |                    |                             |
| 23 | 10 | AKA Pork Chop                                | Alias Schabowy                          | Neasa Hardiman     | Aida Mashaka Croal             | 8 marca 2018       | 8 marca 2018                |
| Hogarth załatwia ugodę dla Alisy, dzięki której może uniknąć Raft, więzienia dla osób z nadludzkimi zdolnościami. Warunkiem jest wydanie Malusa. Alisa zgadza się, kiedy Jessica obiecuje chronić Malusa. Trish zmaga się z objawami odstawienia leków podczas przesłuchania telewizyjnego, gdzie dowiaduje się, że złapano zabójcę o supermocach. Jessica wyjaśnia wszystko Trish i Ducasse’owi, ale każe im trzymać się od sprawy z daleka. Znajduje Malusa i przekonuje go, by udał się do kraju, w którym nie obowiązuje ekstradycja i by Alisa mogła o nim rozmawiać bez obawy, że zostanie złapany. Najpierw czeka na nowy paszport wydany przez Arocho, a także informuje Jessikę, że nigdy nie leczył Rybacka. Hogarth nie wierzy Jessice, kiedy to mówi, ale wraca do domu i odkrywa, że Green i Ryback ją okradli. Tym samym zdaje sobie sprawę, że nie została wyleczona. Trish i Ducasse postanawiają sami wyśledzić Malusa, a Jessica odkrywa, że Alisa jest dręczona przez jednego ze swoich strażników, Dale’a Holidaya. Prowadząc śledztwo w sprawie strażnika, Jessica odnajduje dowody na to, że mordował wcześniej więźniów. Holiday atakuje Jessikę, a ona przypadkowo zabija go w samoobronie.          |    |                                              |                                         |                    |                                |                    |                             |
| 24 | 11 | AKA Three Lives and Counting                 | Alias Na trzech trupach się nie skończy | Jennifer Lynch     | Jack Kenny Lisa Randolph       | 8 marca 2018       | 8 marca 2018                |
| Jessica sprawia, że śmierć Holidaya wygląda na samobójstwo i zaczyna mieć halucynacje, w których widzi i słyszy Kilgrave’a. Trish powala Ducasse’a i powstrzymuje go, po czym prosi Malusa, by dał jej umiejętności takie jak ma Jessica. Na miejscu pojawia się Jessica z paszportem od Arocho, który ma dać Malusowi, ale okazuje się, że nie ma Malusa. Wyrusza za nimi w pościg, ale Trish udaje się uciec z Malusem. Po śmierci Holidaya Alisa dostaje nowego strażnika, który dobrze ją traktuje. Jessica krytykuje Ducasse’a za to, że jej nie ufa i wykorzystuje ich współpracę. Oboje zgadzają się, że nie powinien już dla niej pracować. Malus zabiera Trish do starej placówki IGH, gdzie zaczyna poddawać ją temu samemu procesowi, który zmienił Jessicę i Alisę. Jessica przybywa i przerywa procedurę, a halucynacje przedstawiające Kilgrave’a niemal ją przekonały do zamordowania Malusa. Ona się powstrzymuje, ale on postanawia popełnić samobójstwo. Malus niszczy obiekt, w którym się znajduje, podczas gdy Jessica zabiera Trish do szpitala. Alisa dowiaduje się o śmierci Malusa, zabija swojego nowego strażnika i ucieka z więzienia.                                                           |    |                                              |                                         |                    |                                |                    |                             |
| 25 | 12 | AKA Pray For My Patsy                        | Alias Módlcie się za moją Patsy         | Liz Friedman       | Raelle Tucker Hilly Hicks Jr.  | 8 marca 2018       | 8 marca 2018                |
| Alisa szuka Trish, obwiniając ją o śmierć Malusa. Terroryzuje studio „Trish Talk”, po czym natrafia na matkę Trish, która udziela wywiadu o stanie Trish. Znajduje Jessicę chroniącą Trish w szpitalu, ale nadal próbuje ją zabić. Kiedy Costa i jego partnerka Ruth Sunday przybywają na miejsce, próbują aresztować Alisę. Jessica próbuje przekonać Alisę, by się poddała, ale Alisa chwyta Sunday i wyskakuje ze szpitala, zabijając Sunday. Costa każe Jessice trzymać się z daleka policji, ale Jessica w tajemnicy organizuje spotkanie z Alisą w mieszkaniu Trish. Tymczasem Trish jest zła na Jessicę za wcześniejsze przerwanie zabiegu, ale wkrótce zaczynają mieć gwałtowne drgawki. Hogarth tropi Green i opowiada jej sfabrykowaną historię o Rybacku, który potajemnie oszukiwał wiele kobiet. Dając Green broń, Hogarth patrzy, jak ta konfrontuje się z Rybackiem i strzela do niego. Następnie Hogarth wzywa policję. W mieszkaniu Trish Jessica rozważa zabicie Alisy, ale nie jest w stanie tego zrobić. Alisa powala Jessicę i porywa ją. |    |                                              |                                         |                    |                                |                    |                             |
| 26 | 13 | AKA Playland                                 | Alias Oferta                            | Uta Briesewitz     | Jesse Harris Melissa Rosenberg | 8 marca 2018       | 8 marca 2018                |
| Jessica próbuje oprzeć się Alisie, ale ostatecznie decyduje się z nią współpracować. Jadą w stronę granicy Meksyku ze Stanami Zjednoczonymi, ratując po drodze rodzinę, która uległa wypadkowi drogowemu. Jessica spotyka się z Arocho, by załatwić nowe dokumenty, które pozwolą im przekroczyć granicę, ale podąża za nim policja. Następnie Jessica i Alisa jadą w kierunku granicy kanadyjsko-amerykańskiej, ale napotykają policyjne blokady drogowe. Następnie udają się do pobliskiego parku rozrywki Playland, gdzie Alisa postanawia poczekać na przyjazd policji. Trish widzi w prasie doniesienie o wypadku drogowym i rozmawia z Costą o blokadach dróg. Pamiętając, że rodzina Jonesów odwiedziła Playland przed wypadkiem, Trish udaje się tam i zabija Alisę. Jessica bierze na siebie winę, ale nie przebacza Trish. Trish później odkrywa, że jej refleks się wyostrzył. Ducasse przekazuje Hogarth znalezione materiały potrzebne do szantażu, dzięki czemu Hogarth opuszcza kancelarię z wystarczającą ilością pieniędzy, by założyć własną. Następnie Ducasse rozpoczyna pracę dla Hogarth będąc zatrudnionym przez Chenga. Jessica próbuje normalnego życia z Arocho.                                   |    |                                              |                                         |                    |                                |                    |                             |

## Produkcja

### Rozwój projektu

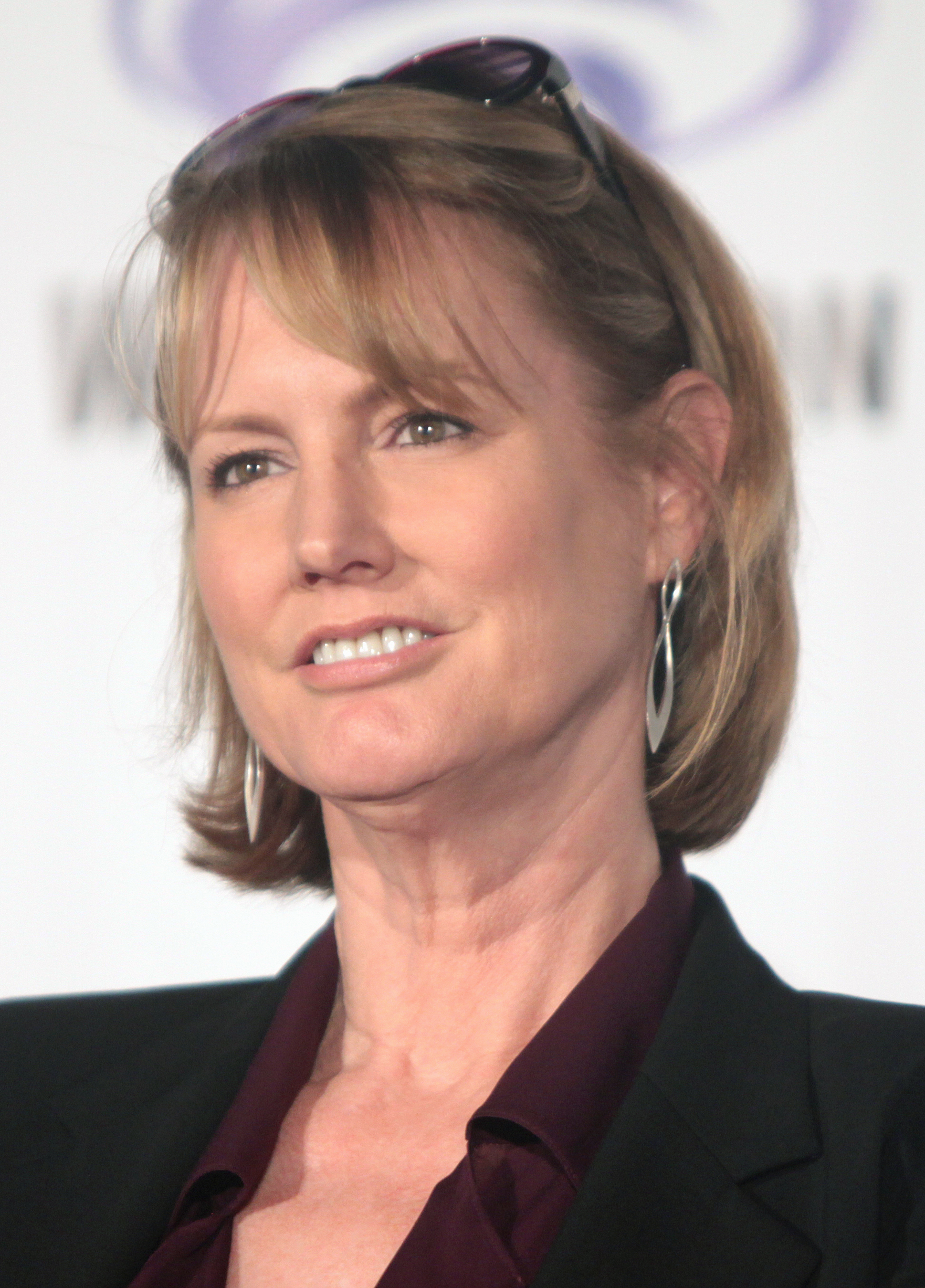
Melissa Rosenberg, showrunnerka serialu

W styczniu 2015 roku Ted Sarandos, prezes Netfliksa, zapewnił, że wszystkie seriale tworzone przy współpracy z Marvelem mają szansę na kolejne sezony. W lipcu showrunnerka serialu Melissa Rosenberg wyraziła nadzieję, że serial otrzyma kolejny sezon przed Defenders (2017). W listopadzie Rosenberg ujawniła, że Marvel Television i Netflix rozważają potencjalne umiejscowienie drugiego sezonu Jessiki Jones, jednak przyznała, że jest mało prawdopodobne, by pojawił się on przed crossoverem Defenders, co potwierdził w lipcu Sarandos. 17 stycznia 2016 roku poinformowano, że został zamówiony drugi sezon serialu składający się ponownie z trzynastu odcinków. W maju wyjawiono, że prace nad serialem mają ruszyć zaraz po zakończeniu zdjęć do Defenders.
Rosenberg zależało na tym, by przy drugim sezonie pracowało więcej kobiet reżyserowało odcinki serialu. Marvel poparł ją w tym celu, jednak ktoś z ekipy produkcyjnej zasugerował, by odcinki wyreżyserowały wyłącznie kobiety, czego Rosenberg początkowo nie brała pod uwagę. Ostatecznie postawiła sobie ona to jako cel i w październiku 2016 roku poinformowała, że wszystkie trzynaście odcinków sezonu zostanie wyreżyerowanych przez kobiety.
Producentami wykonawczymi serialu obok Rosenberg zostali również Alan Fine, Stan Lee, Joe Quesada, Karim Zreik, Brian Michael Bendis, Jim Chory, Jeph Loeb, Howard Klein i Jack Kenny. Ponadto w marcu 2016 roku poinformowano, że Raelle Tucker dołączyła do grona producentów wykonawczych, zastępując Liz Friedman, która zrezygnowała na rzecz pracy nad serialem Conviction (2016–2017). Nad produkcją drugiego sezonu, poza Marvel Television pracowały również wytwórnie ABC Studios i Tall Girls Productions.

### Scenariusz
Nad scenariuszem do poszczególnych odcinków pracowali: Melissa Rosenberg, Aida Mashaka Croal, Lisa Randolph, Jack Kenny, Jamie King, Raelle Tucker, Hilly Hicks Jr., Gabe Fonseca, Jenny Klein i Jesse Harris.
Po pierwszym sezonie, inspirowanym komiksami Alias, Rosenberg chciała kontynuować ten trend, jednak z powodu różnic między Filmowym Uniwersum Marvela a uniwersum komiksowym nie była pewna, na ile będzie to możliwe. W sierpniu 2016 roku Rosenberg i scenarzyści sezonu byli w połowie procesu pisania, a scenariusze do poszczególnych odcinków zostały ukończone w październiku. Pisząc podczas wyborów prezydenckich w Stanach Zjednoczonych w 2016 roku, Rosenberg zauważyła, że „była po prostu taka wściekła” oraz że ona i zespół scenarzystów próbowali wykorzystać „wściekłość, którą Hillary [Clinton] musiała odczuwać każdego dnia” i przelać ją na postacie w serialu. Wraz z premierą Defenders przed sezonem, Rosenberg wykorzystała go jako okazję do pomocy w „przygotowaniu” elementów sezonu, współpracując w tym celu z producentami wykonawczymi i scenarzystami miniserialu, Marco Ramirezem i Douglasem Petrie.
Rosenberg uznała, że „jest wiele do odkrycia zarówno w jej [Jessiki Jones] historii, jak i w jej teraźniejszości”. Stwierdziła, że jest „to bardzo zniszczona postać, jej obrażenia wykraczają poza Kilgrave’a”. Krysten Ritter wyjawiła, że na początku drugiego sezonu Jones „znajduje się w dość ciemnej miejscu” i że będzie to „tym razem bardziej emocjonalny thriller”. Na temat tego, czy Tennant może powrócić w drugim sezonie, Rosenberg powiedziała, że „kiedy masz Davida Tennanta, chcesz go przy sobie na zawsze. Ale serial nazywa się Jessica Jones, a historia opowiada o Jessice”. Zauważono jednak, że Kilgrave’a byłoby „trudno przebić”, a szef Marvel Television, Jeph Loeb powiedział, że „jedną z rzeczy, które są ważne w każdym serialu Marvela jest to, że twojego bohatera często definiuje się na podstawie tego, jak silny jest jego antagonista”. Natomiast Rosenberg dodała, że celem nowego złoczyńcy lub złoczyńców w drugim sezonie nie będzie dorównywanie ani robienie tego, co zrobiono z Kilgrave’em. Ze względu na fakt, że Kilgrave pojawia się w sezonie, Rosenberg uznała, że ważne jest, by ponownie był „lustrem” dla Jones, ponieważ jest „częścią jej konstrukcji i jej dylematu”.
Rosenberg miała nadzieję „dalej rozwijać świat Jessiki”, dając więcej czasu ekranowego postaciom drugoplanowym. Zauważyła, że trzeba dopracować na tyle historie tych postaci, by „mogły w końcu nieść własne historie w przyszłych sezonach”. Zależało jej, by zgłębić relacje między Jones i Trish Walker, stwierdzając, że „jest to główna relacja w tym serialu. Chodzi o kobiecą przyjaźń, o to, jak ewoluują przyjaciółki – to tak naprawdę siostry – i o to, jak ewoluują i wpływają na siebie nawzajem”. Ritter odniosła się do tematu sławy Jones po wydarzeniach w sezonie pierwszym, stwierdzając, że „ona utrzymuje się małym kręgu znajomych, ponieważ nie chce ludzi w swoim życiu, więc nie ma podręcznika na temat tego, jak poradzić sobie z nową popularnością lub nowym spojrzeniem na siebie”. Rosenberg, mówiąc o kwestiach społecznych, którymi miała nadzieję zająć się w tym sezonie, po omówieniu „kwestii wyboru, relacji międzyrasowych, przemocy domowej [i] kwestii zgody”, a także poruszając temat „feminizmu i bycia kobietą w tym świecie”, przyznała, że „nie jest jeszcze do końca pewna, z jakimi problemami społecznymi mamy do czynienia [w sezonie drugim]. Po prostu próbujemy znaleźć trochę rezonansu dla [Jessiki Jones] i nowe miejsce, w które można ją popchnąć, by dać Krysten coś nowego do grania i naprawdę przekroczyć granice tej postaci”.
Rosenberg porównała Jessicę Jones z jej poprzednim serialem Dexter (2006–2013). Pracując nad tamtym serialem nauczyła się, że „możesz rozwinąć postać, ale nigdy nie chcesz jej wyleczyć. Dexter, w chwili, gdy poczuł się winny lub zaakceptował, że jest zły, serial zakończył się. Nie jest już socjopatą. Dla nas byłoby to równoznaczne z tym, gdyby Jessica w jakiś sposób otrząsnęła się ze szkód, jakie jej wyrządzono”. Dodała, że zabicie Kilgrave’a przez Jonesa pod koniec pierwszego sezonu było „doświadczeniem zmieniającym życie” i czymś, co będzie miało wpływ na postać w przyszłości. Stwierdziła również, że sezon będzie polegał na „głębszym zagłębianiu się w ten chaos i odkrywaniu tych warstw [życia Jones], po prostu na dotarciu do sedna jej istoty” po pierwszym sezonie skupionym na traumie Jones i zmierzeniu się z jej prześladowcą.
W sezonie pojawiło się kilka odniesień do wydarzeń z filmu Kapitan Ameryka: Wojna bohaterów (2016), w tym wzmianki o więzieniu Raft.

### Casting
W styczniu 2016 roku poinformowano, że Krysten Ritter, Rachael Taylor i Carrie-Anne Moss, powrócą jako Jessica Jones, Trish Walker i Jeri Hogarth. W kwietniu 2017 roku do głównej obsady dołączyła Janet McTeer jako Alisa Jones, natomiast w maju potwierdzono powrót Eki Darville’a w roli Malcolma Ducasse’a. W lipcu do głównej obsady dołączyli Leah Gibson jako Inez Green i J.R. Ramirez jako Oscar Arocho. W marcu 2018 roku ujawniono, że Terry Chen zagra Pryce’a Chenga.
W kwietniu 2017 roku poinformowano, że Wil Traval powróci gościnnie jako Will Simpson, a w sierpniu ujawniono, że David Tennant wystąpi również gościnnie jako Kilgrave. Swoje role z pierwszego sezonu powtórzyli również: Rebecca De Mornay jako Dorothy Walker, Nichole Yannetty jako Nicole i Daniel Marcus jako Maury Tuttlebaum. Ponadto gościnnie z serialu Daredevil swoje role powtórzyli Elden Henson jako Foggy Nelson i Rob Morgan jako Turk Berrett oraz z serialu Luke Cage – Tijuana Ricks jako Thembi Wallace.
Poza De Mornay w drugoplanowych rolach wystąpili również: Hal Ozsan jako Griffin Sinclair, Maury Ginsberg jako Steven Benowitz, Eden Marryshow jako Shane Ryback, Kevin Chacon jako Vido Arocho, John Ventimiglia jako Eddy Costa, Lisa Tharps jako Ruth Sunday i Callum Keith Rennie jako Karl Malus.

### Scenografia i kostiumy
Scenografię przygotowała Judy Rhee, a kostiumy do drugiego sezonu serialu zaprojektowała Elisabeth Vastola. Rhee decydując się na pracę przy drugim sezonie serialu przyznała, że „to była dla niej wielka szansa, ponieważ po raz pierwszy pracowała nad czymś, co wymagało wielu prac kaskaderów. Mając to na uwadze, ciekawie było projektować, wiedząc, że niektóre ściany muszą pęknąć w określony sposób lub określone elementy muszą się zawalić na zawołanie”. Zastępując Lorena Weeksa, Rhee przyznała, że „utrzymanie ciągłości wizualnej lub wątku wizualnego serialu w nienaruszonym stanie, a jednocześnie wprowadzenie innego podpisu lub innego spojrzenia na świat, jest zawsze interesującym wyzwaniem”. Jednym z jej zadań było zaprojektowanie nowego mieszkania dla Jeri Hogarth. Przyznała, że producenci zasugerowali jedynie, że jej mieszkanie ma być na poddaszu. Rhee zdecydowała się wybrać „bardziej tradycyjny wygląd Tudor City, który wydaje się bardziej przyziemny i nieco bardziej męski w połączeniu z ciemnym drewnem i ciemniejszymi odcieniami kamienia. Starałam się unikać tego, co ludzie myślą, gdy słyszą loft”. Obrazy, które w serialu tworzył Oscar Arocho zostały w rzeczywistości namalowane przez artystę komiksowego Davida Macka, który odpowiadał za okładki komiksów o Jessice Jones.
Inspiracją dla Vastoli przy tworzeniu kostiumów były kobiety ze śródmieścia Nowego Jorku. Natomiast w przypadku Jessiki były to „ikony stylu, które zawsze mam na myśli w przypadku Jessiki – Patty Smith i Frances Bean Cobain. Połączenie tych dwóch niesamowitych kobiet tworzy doskonały przewodnik po stylu dla Jessiki Jones”. Vastola nieznacznie zmieniła ubiór Jessiki w stosunku do tego, co zrobiła Stephanie Maslansky w sezonie pierwszym. Była zmuszona zmienić model dżinsów, ponieważ poprzedni został wycofany. Kurtka pozostała bez zmian, natomiast ze względu na fakt, że produkcji udało się zakupić ostatnią sztukę dostępną na rynku, zdecydowano się zatrudnić krawców do uszycia duplikatów niezbędnych przy sezonie. Zmieniono buty bohaterce, które są projektem Giuseppe Zanottiego na zamówienie, z podeszwą dostosowaną do stóp Krysten Ritter i jej dublerki. Vastola przyznała, że największą zmianę zastosowała przy garderobie Trish Walker. Chciała, by jej ubiór bardziej pasował do stylu Jessiki, pomimo iż nosi ona nadal marki z wysokiej półki, takie jak Prada, czy Lanvin.

### Zdjęcia i postprodukcja
Zdjęcia do sezonu rozpoczęły się 3 kwietnia 2017 roku w Nowym Jorku pod roboczym tytułem Violet, a zakończyły się 14 września tego samego roku. Za zdjęcia odpowiadał Manuel Billeter. Lokacje w Nowym Jorku obejmowały między innymi: East Village, Hell’s Kitchen, Queens, NoLitę, Midtown Manhattan, Hotel Plaza, Queensboro Bridge, Harlem, Brooklyn, Tribecę i Long Island.
Billeter wyjawił, że większość odcinków kręconych jest w ciągu ośmiu lub dziewięciu dni. Pomimo to były pewne odstępstwa, jeśli konkretny scenariusz jest mniej lub bardziej skomplikowany w realizacji. Odniósł się też do kwestii pracy z zespołem reżyserskim złożonym z samych kobiet, mówiąc, że „operatorzy chcą pracować z dobrymi reżyserami z silną wizją i oryginalnym głosem, a z tej perspektywy ich płeć naprawdę nie ma znaczenia. Ale absolutnie widzę potrzebę wyniesienia reżyserek na wyższy poziom. Do tej pory ta grupa potencjalnych talentów była zaniedbywana, co było niekorzystne dla nas wszystkich. Mam nadzieję, że wkrótce będziemy mogli porzucić określenie płci, bo rzeczywistość jest taka, że reżyser to reżyser”.
Efektami specjalnymi zajmowało się studio Shade VFX, które pracowało również przy pierwszym sezonie.

## Muzyka
Sean Callery powrócił w drugim sezonie jako kompozytor muzyki do serialu. Marvel’s Jessica Jones Season Two: Original Soundtrack Album został wydany cyfrowo 16 marca 2018 roku przez Hollywood Records i Marvel Music. Wśród utworów skomponowanych przez Callery’ego znalazła się oryginalana piosenka „I Want Your Cray Cray”, którą wykonała Rachael Taylor, grająca Trish Walker w serialu, w duecie z Kandim Markiem.
| Marvel’s Jessica Jones Season Two: Original Soundtrack Album – 2018 | Marvel’s Jessica Jones Season Two: Original Soundtrack Album – 2018 | Marvel’s Jessica Jones Season Two: Original Soundtrack Album – 2018 | Marvel’s Jessica Jones Season Two: Original Soundtrack Album – 2018 |
| Nr                                                                  | Tytuł utworu                                                        | Muzyka                                                              | Długość                                                             |
| ------------------------------------------------------------------- | ------------------------------------------------------------------- | ------------------------------------------------------------------- | ------------------------------------------------------------------- |
| 1.                                                                  | „Jessica Jones Main Title (Double Shot Version)”                    | S. Callery                                                          | 5:11                                                                |
| 2.                                                                  | „The Experiment Room”                                               | S. Callery                                                          | 2:12                                                                |
| 3.                                                                  | „Malcolm Suits Up”                                                  | S. Callery                                                          | 1:11                                                                |
| 4.                                                                  | „The Bear on the Wall”                                              | S. Callery                                                          | 5:13                                                                |
| 5.                                                                  | „Alisa’s Theme”                                                     | S. Callery                                                          | 2:32                                                                |
| 6.                                                                  | „Run Whizzer Run”                                                   | S. Callery                                                          | 2:51                                                                |
| 7.                                                                  | „I Want Your Cray Cray (Rachael Taylor & Kandi Mark)”               | S. Callery                                                          | 2:49                                                                |
| 8.                                                                  | „Hogarth's Unexpected News”                                         | S. Callery                                                          | 1:34                                                                |
| 9.                                                                  | „Malcolm and Trish”                                                 | S. Callery                                                          | 1:21                                                                |
| 10.                                                                 | „Gunpoint”                                                          | S. Callery                                                          | 3:16                                                                |
| 11.                                                                 | „Rooftop Movie Night”                                               | S. Callery                                                          | 1:20                                                                |
| 12.                                                                 | „Alisa Surrounded”                                                  | S. Callery                                                          | 4:11                                                                |
| 13.                                                                 | „It Didn’t Have to Be You”                                          | S. Callery                                                          | 2:51                                                                |
| 14.                                                                 | „Hogarth Getting Even”                                              | S. Callery                                                          | 1:54                                                                |
| 15.                                                                 | „Roadside Assistance”                                               | S. Callery                                                          | 3:27                                                                |
| 16.                                                                 | „The Abandoned Lab”                                                 | S. Callery                                                          | 4:09                                                                |
| 17.                                                                 | „Cheng Window Shot”                                                 | S. Callery                                                          | 2:00                                                                |
| 18.                                                                 | „Escaping the Fire”                                                 | S. Callery                                                          | 4:18                                                                |
| 19.                                                                 | „The Ferris Wheel”                                                  | S. Callery                                                          | 3:28                                                                |
| 20.                                                                 | „Starting at the Beginning”                                         | S. Callery                                                          | 1:17                                                                |
|                                                                     |                                                                     |                                                                     | 57:05                                                               |

## Promocja
9 grudnia 2017 roku ukazał się teaser wraz z ogłoszeniem daty premiery sezonu. 7 lutego 2018 roku pojawił się zwiastun drugiego sezonu. Przed premierą sezonu Netflix ujawnił tytuły odcinków i zespoły kreatywne wraz z okładkami komiksów do każdego odcinka stworzonymi przez artystki: Stephanie Hans, Jen Bartel, Elizabeth Torque, Kate Niemczyk, Colleen Doran, Erikę Henderson, Audrey Mox, Joyce Chin, Jenny Frison, Amy Reeder, Emanuelę Lupacchino, June Brigman i Annie Wu.
7 marca 2018 roku odbyła się premiera sezonu w Nowym Jorku. Podczas wydarzenia uczestniczyła obsada i ekipa produkcyjna sezonu oraz zaproszeni specjalni goście. Premierze tej towarzyszył czerwony dywan oraz szereg konferencji prasowych.

## Odbiór

### Krytyka w mediach
Drugi sezon serialu spotkał się z pozytywną oceną krytyków. W serwisie Rotten Tomatoes 82% z 89 recenzji uznano za pozytywne, a średnia ocen wystawionych na ich podstawie wyniosła 7/10. Na portalu Metacritic średnia ważona ocen z 19 recenzji wyniosła 70 punktów na 100.
Liz Shannon Miller z Indie Wire stwierdziła, że „w drugim sezonie złożona wyłącznie z kobiet ekipa reżyserska utrzymuje klimat serialu noir na swoim miejscu, choć nie wkracza zbyt mocno w dziedzinę sztuki – ale czyste podejście działa, podobnie jak zawsze solidna i wiarygodna gra Ritter”. Sonia Saraiya z „Variety” oceniła, że drugi sezon Jessiki Jones „robi wszystko, co trzeba – to znaczy przywraca do telewizji fantastyczną interpretację Jessiki Jones autorstwa Ritter, z każdą uncją mrocznej złośliwości i wybuchowego pożądania”. Jenna Scherer z „Rolling Stone” uznała, że „tym, co sprawia, że Jessica jest tak fascynującą postacią, jest to, że nosi swoje obrażenia z godnością, czego nie wolno robić silnym bohaterkom kobiecym. Rosenberg i spółka bardzo celowo sięgają po inspirację filmu noir”. Danette Chavez z The A.V. Club napisał, że „drugi sezon Jessiki Jones rzuca światło na bolączki społeczne, jednocześnie oświetlając drogę swojej bohaterce”. Kelly Lawler z „USA Today” również znalazła się w gronie chwalących grę Krysten Ritter, stwierdzając, że „pozostaje wyjątkowa w tej roli, a do jej gry warto wracać”. Dan Fienberg z „The Hollywood Reporter” przyznał, że „telewizja ma prawdopodobnie więcej do zaoferowania niż same seriale o superbohaterach, a występ Ritter może być moim ulubionym”. Rodrigo Perez z The Playlist ocenił, że „powolna i pozbawiona zapału Jessica Jones może być mniej irytująca niż w pierwszym sezonie, ale nadal trudno jej powiedzieć cokolwiek nowego o bohaterce, jej osobowości i jej drodze do przodu jako osoby”. Meghan O’Keefe z Decider’a stwierdziła, że „skłonić bohatera do konfrontacji z demonami to jedno, a co innego, jeśli cały serial wydaje się utknąć w odwrotnej kolejności. Jessica Jones w swoim pierwszym sezonie była rewolucyjna, a teraz wydaje się być uwięziona w przeszłości”.
Norbert Zaskórski z NaEkranie.pl uznał, że „najnowszy sezon serialu Jessica Jones, mimo że nie posiada wyraźnego czarnego charakteru, zdecydowanie bardziej podobał mi się niż 1. seria. Wszystko za sprawą fantastycznie rozwiniętych wątków poszczególnych postaci, wciągającej intrygi i wielowymiarowych, nowych bohaterów”. Marta Wawrzyn z portalu Serialowa uznała, że drugi sezon serialu „to bałagan, w którym znajdziecie tyle samo rzeczy cudownych i zaskakujących, co banalnych i śmiertelnie nudnych. Ale koniec końców ta postać znów okazuje się warta naszej uwagi”. Kamil Kacperski z Antyradia stwierdził, że drugi sezon „nie jest zły. Jest rozczarowujący. Gdyby serię skrócić do 8 lub 9 odcinków i wyciąć z niej wszelkie niepotrzebne sceny i postaci, otrzymalibyśmy bardzo porządny dramat psychologiczny o postaci z supermocami”. Piotr Grabiec ze Spider’s Web napisał, że jest „równie zaskoczony, co zmęczony najnowszą produkcją ze stajni Marvela. Netflix odszedł od utartego schematu. Nie wiem, jednak czy to była dobra decyzja”. Artur Patrzylas z portalu Dziennik.pl ocenił, że „to solidnie zrealizowana produkcja. Trudno jednak powiedzieć do kogo jest skierowana, bowiem nie jest ani propozycją dla nastolatków uwielbiających bohaterów biegających w obcisłych rajtuzach, ani starszych fanów ambitnych, mrocznych i oryginalnych produkcji”. Szymon Góraj z Movies Room stwierdził, że „Jessica Jones wciąż pozostaje dobrą propozycją nie tylko dla fanów gatunku i prezentuje dość wysoki poziom, przy okazji dodając nam kilka ciekawych niuansów, których próżno szukać w serialach superhero. Niestety wiele elementów spada na łeb, na szyję, rozwadniając nieco całość. Lekki zawód jest zatem uzasadniony”.

### Nominacje
| Rok  | Ceremonia                           | Kategoria                                                                          | Nominowani                                                                                               | Rezultat  | Przypis |
| ---- | ----------------------------------- | ---------------------------------------------------------------------------------- | --- | --------- | ------- |
| 2018 | Primetime Creative Arts Emmy Awards | Najlepsza kompozycja muzyczna w serialu – oryginalna dramatyczna ścieżka dźwiękowa | Sean Callery (za odcinek „Alias Oferta”)                                                                 | Nominacja | [ 108 ] |
| 2019 | Golden Reel Awards                  | Najlepszy montaż dźwięku w odcinku serialu – dialogi i technika ADR                | Bob Newlan, Christian Buenaventura, Lance Wiseman (za odcinek „Alias Na trzech trupach się nie skończy”) | Nominacja | [ 109 ] |